# Cuadrilla de Ayala
Cuadrilla de Ayala è una comarca della Spagna, situata nella comunità autonoma dei Paesi Baschi ed in particolare nella provincia di Álava.